# ژورژه
ژورژه مارکو د الیویرا مورائس (پرتغالی: Jorge Marco de Oliveira Moraes؛ زادهٔ ۲۸ مارس ۱۹۹۶) که عموماً با نام ژورژه شناخته می‌شود، بازیکن فوتبال اهل برزیل است.
از باشگاه‌هایی که در آن بازی کرده‌است می‌توان به فلامینگو، موناکو، پورتو، سانتوس و بازل اشاره کرد.
وی همچنین در تیم ملی فوتبال برزیل بازی کرده‌است.